# Chauliodus eximus
Chauliodus eximus es un extinto pez víbora de la familia Stomiidae. Habitaba en el fondo marino de Carolina del Sur. 
Esta especie fue descrita científicamente por primera vez en 1925 por Jordan.